# Marija Charenkova
Marija Aleksandrovna Charenkova, o Maria Kharenkova (in russo Мария Александровна Харенкова?; Rostov sul Don, 29 ottobre 1998), è una ginnasta russa.
È la campionessa europea alla trave del 2014 e la vice-campionessa europea nel concorso individuale del 2015.
Ai mondiali del 2014 vince il bronzo con la squadra russa.
Ha vinto inoltre tre medaglie d'oro agli europei juniores del 2012 (squadra, trave, corpo libero).

## Carriera

### 2012: Trofeo Città di Jesolo e Campionati Europei di Bruxelles
Inizia la stagione del 2012 gareggiando con la squadra russa al Trofeo Città di Jesolo. Vince il bronzo con la squadra nella divisione junior. Compete anche ai Pacific Rim Championships, dove si piazza quarta nel concorso individuale dopo una caduta alle parallele, vince la medaglia di bronzo sia alla trave che al corpo libero.
Ai Campionati Europei junior aiuta la squadra a vincere l'oro, ma sfortunatamente si piazza sesta nel concorso individuale (nonostante si fosse qualificata al primo posto). Tuttavia, si redime nelle finali ad attrezzo, vincendo l'oro sia alla trave che al corpo libero. Si conferma così come una delle atlete da tener d'occhio nei prossimi anni.
A novembre compete all'Elite Gym Massilia. Vince l'oro al corpo libero e l'argento al volteggio.

### 2013: Festival Olimpico della Gioventù Europea
Partecipa al Festival Olimpico della Gioventù Europea, dove vince l'oro con la squadra, nel concorso individuale e al volteggio. Si piazza anche settima alla trave.
Nel mese di settembre compete al Japan Junior International, piazzandosi quarta alle parallele e alla trave, quinta al volteggio e settima nel concorso individuale.

### 2014: Campionati Europei di Sofia e Campionati Mondiali di Nanning
Il debutto della Kharenkova nella categoria senior avviene con la Coppa del Mondo di Cottbus. Si qualifica per la finale alla trave in ultima posizione a causa di una caduta. Nella finale, ha numerosi sbilanciamenti e manca delle connessioni, tuttavia vince la medaglia d'argento. Si qualifica anche per la finale al corpo libero dove vince la medaglia di bronzo.
Compete ai Campionati Nazionali russi nel mese di aprile, gareggiando su tutti gli attrezzi tranne al corpo libero. Aiuta la squadra a vincere la medaglia d'oro e vince l'oro anche alla trave arrivando invece quinta alle parallele. Viene poi convocata a far parte della squadra russa senior per i Campionati Europei di Sofia. A Sofia, vince la medaglia d'oro alla trave e di bronzo con la squadra.
In agosto vince la medaglia d'argento nel concorso individuale alla Russian Cup, dietro ad Aliya Mustafina.
Viene convocata a far parte della squadra nazionale russa per i Campionati del Mondo di Nanning, Cina. Gareggia a trave e corpo libero contribuendo al bronzo della squadra. Non riesce a qualificarsi per la finale alla trave a causa di una caduta.